# هناك مجهولات غير معروفة

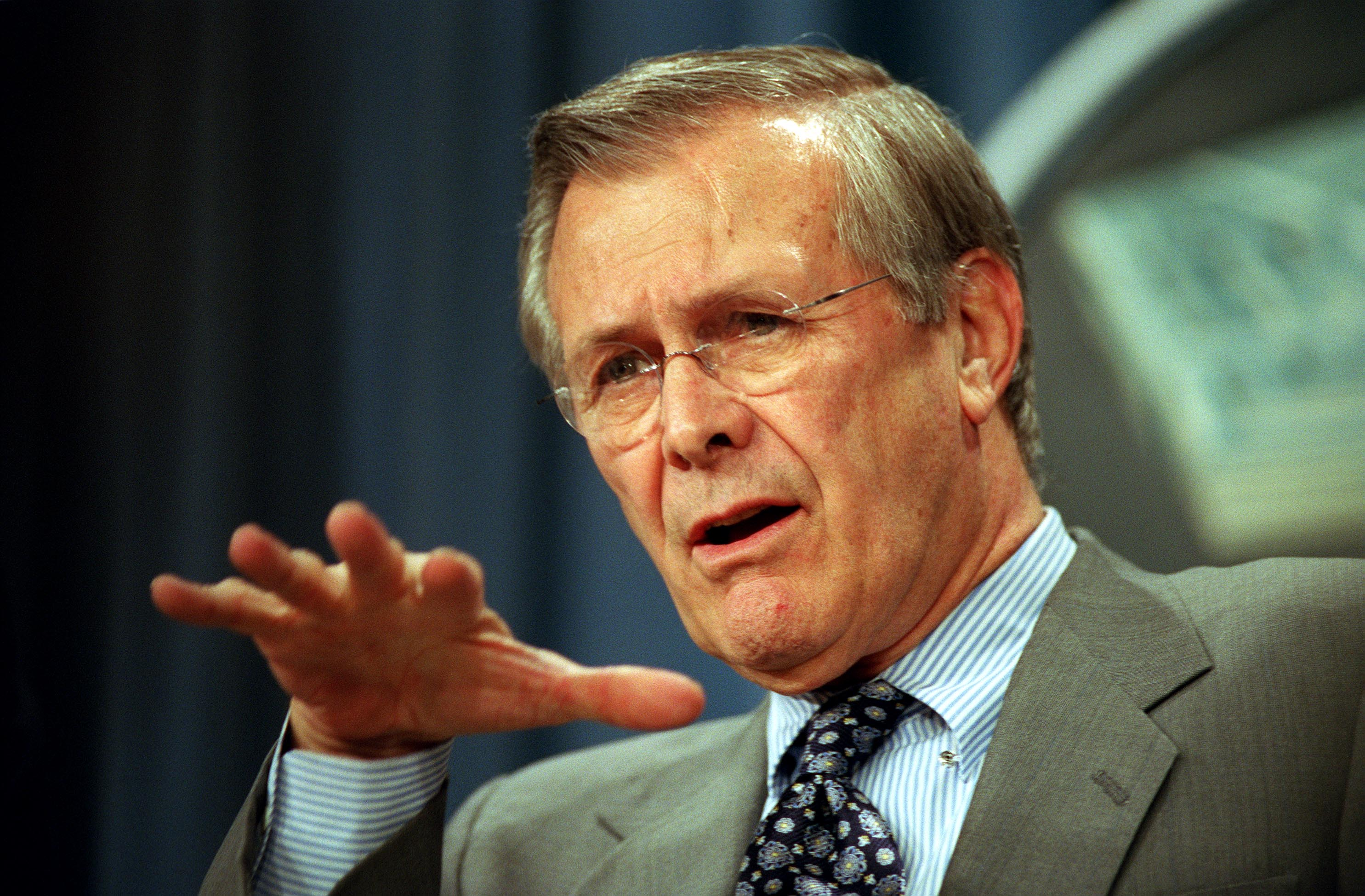
رامسفيلد خلال مؤتمر صحفي في البنتاغون في شباط 2002

هناك مجهولات غير معروفة هي عبارة أُخذَت من رد وزير الدفاع الأمريكي دونالد رامسفيلد على سؤال في مؤتمر صحفي لوزارة الدفاع الأمريكية في 12 شباط 2002، حول عدم وجود أدلة تربط حكومة العراق بتزويد الجماعات الإرهابية بأسلحة الدمار الشامل. وقال رامسفيلد:
إن التقارير التي تقول إن شيئًا لم يحدث تكون دائمًا مثيرة للاهتمام بالنسبة لي، لأنه كما نعلم، هناك أمور معروفة معروفة؛ هناك أشياء نعلم أننا نعلمها. ونحن نعلم أيضًا أن هناك أشياء مجهولة معروفة؛ وهذا يعني أننا نعلم أن هناك بعض الأشياء التي لا نعرفها. ولكن هناك أيضًا مجهولات غير معروفة - تلك التي لا نعرف أننا لا نعرفها. وإذا نظرنا إلى تاريخ بلادنا وغيرها من البلدان الحرة، نجد أن الفئة الأخيرة هي التي تميل إلى أن تكون الأصعب.

وأصبح هذا البيان موضوعا للكثير من التعليقات. في كتاب القرار (2013)، للمؤلف ميكائيل كروجيروس يشير إليها باسم "مصفوفة رامسفيلد". ويظهر هذا البيان أيضًا في فيلم وثائقي صدر عام 2013 المَجهولات غير المعروفة [الإنجليزية]، من إخراج إرول موريس.
تشير المجهولات المعروفة إلى "المخاطر التي أنت على دراية بها، مثل الرحلات الجوية الملغاة"، في حين أن المجهولات غير المعروفة هي المخاطر التي تأتي من مواقف غير متوقعة لدرجة أنه لا يمكن أخذها في الاعتبار.
فيما يتعلق بالوعي والفهم، يمكن مقارنة المجهولات غير المعروفة بأنواع أخرى من المشاكل في المصفوفة التالية:
|         | واعي                                                   | غير مدرك                                                                |
| يفهم    | المعروفات المعروفة: الأشياء التي ندركها ونفهمها        | معروفات غير معروفة: الأشياء التي لا ندركها ولكننا نفهمها أو نعرفها ضمناً |
| لا أفهم | المجهولات المعروفة: الأشياء التي ندركها ولكن لا نفهمها | المجهولون غير المعروفين: الأشياء التي لا ندركها ولا نفهمها              |

## السياق التاريخي
كما أشار رامسفيلد في سيرته الذاتية، منذ أكثر من ألفي عام، اعتبر سقراط المجهول المعروف والمجهول غير المعروف. وفي وقت لاحق، أكد توما الأكويني في كتابه "الخلاصة اللاهوتية" على الفرق المهم بين الجهل المعترف به والجهل اللاواعي.
كان تصريح رامسفيلد متوافقاً بشكل وثيق مع المثل المعروف عن المعرفة::200

من لا يعلم، ولا يعلم أنه لا يعلم، فهو جاهل. تجنبه.

من لا يعلم ويعلم أنه لا يعلم فهو بسيط. علمه.

من يعلم ولا يعلم أنه يعلم فهو نائم. أيقظه.

من يعلم ويعلم أنه يعلم فهو الحكيم. اتبعه.

إن هذه العبارة مُستشهدة على نطاق واسع منذ القرن التاسع عشر باعتباره (على سبيل المثال) فارسيًا مجهولًا، عربيًّا، أفريقيًّا، يابانيًّا، شرقيًّا أو ببساطة مثل قديم، أو يُنسب إلى مؤلفين يتراوحون من كونفوشيوس إلى بروس لي. المثل هو في الواقع ترجمة قريبة (مع عكس ترتيب الأسطر) من مقولة الخليل بن أحمد الفراهيدي في العصور الوسطى عن "الأنواع الأربعة من الرجال"، كما ذكرها الغزالي (1058-1111 م)، والتي ترددت أصداؤها لاحقًا في قصائد نصير الدين الطوسي وابن يامين.
تم ذكر "المجهول غير المعروف" أحيانًا في الخمسينيات والستينيات. في عام 1950، لوحظ أن أبحاث علم الاجتماع كانت مليئة بـ "المجهولات غير المعروفة". في خطاب التخرج عام 1962، ناقش عالم الكيمياء الحيوية الحائز على جائزة نوبل ميلفن كالفن كيف يجب على البشرية "أن تتصارع ليس فقط مع المعروف و"المجهول المعروف"، ولكن أيضًا مع اتساع "المجهول غير المعروف".
تم إنشاء شبكة 2 × 2 ذات الصلة في عام 1955 من عالمي نفس أمريكيين، جوزيف لوفت وهارينجتون إنجهام في تطويرهم لنافذة جوهاري، "نموذج بياني للسلوك الشخصي" والذي يصنف المعرفة حول سلوكك ودوافعك من حيث ما إذا كنت أنت أو الآخرون على دراية بهذه السلوكيات أو الدوافع. على سبيل المثال، قد تكون دوافعك معروفة (أو غير معروفة) بالنسبة لك و(أو غير معروفة) بالنسبة للآخرين. هناك مخطط تصنيف مشابه آخر وهو نموذج التعلم بالكفاءة الواعية الذي نُشر عام 1960، حيث يتم تصنيف معرفة الشخص ومهاراته وفقًا لمدى (عدم) وعيه و(عدم) كفاءته.

## روابط خارجية
- "Defense Department Briefing". C-SPAN. 12 فبراير 2002. مؤرشف من الأصل في 2022-08-11. 
Reporter:37:19 ...Because there are reports that there is no evidence of a direct link between Baghdad and some of these terrorist organizations. 
Rumsfeld: Reports that say that something hasn't happened are always interesting to me...
- Logan، David C. (1 مارس 2009). "Known knowns, known unknowns, unknown unknowns and the propagation of scientific enquiry". Journal of Experimental Botany. ج. 60 ع. 3: 712–4. DOI:10.1093/jxb/erp043. PMID:19269994.